# Llista d'asteroides/133501–133600
| Nom      | Designació provisional | Data de descobriment | Lloc de descobriment | Descobridor/s  |
| -------- | ---------------------- | -------------------- | -------------------- | -------------- |
| 133501 - | 2003 ST282             | 19 de setembre, 2003 | Palomar              | NEAT           |
| 133502 - | 2003 SW283             | 20 de setembre, 2003 | Socorro              | LINEAR         |
| 133503 - | 2003 SW288             | 28 de setembre, 2003 | Socorro              | LINEAR         |
| 133504 - | 2003 SC290             | 28 de setembre, 2003 | Anderson Mesa        | LONEOS         |
| 133505 - | 2003 SV290             | 28 de setembre, 2003 | Kitt Peak            | Spacewatch     |
| 133506 - | 2003 SP293             | 27 de setembre, 2003 | Socorro              | LINEAR         |
| 133507 - | 2003 SG294             | 28 de setembre, 2003 | Socorro              | LINEAR         |
| 133508 - | 2003 SQ294             | 28 de setembre, 2003 | Socorro              | LINEAR         |
| 133509 - | 2003 SC295             | 28 de setembre, 2003 | Socorro              | LINEAR         |
| 133510 - | 2003 SU297             | 18 de setembre, 2003 | Haleakala            | NEAT           |
| 133511 - | 2003 SV298             | 18 de setembre, 2003 | Haleakala            | NEAT           |
| 133512 - | 2003 SY298             | 29 de setembre, 2003 | Anderson Mesa        | LONEOS         |
| 133513 - | 2003 SV299             | 16 de setembre, 2003 | Kitt Peak            | Spacewatch     |
| 133514 - | 2003 SJ303             | 17 de setembre, 2003 | Palomar              | NEAT           |
| 133515 - | 2003 SU303             | 17 de setembre, 2003 | Palomar              | NEAT           |
| 133516 - | 2003 SK304             | 17 de setembre, 2003 | Palomar              | NEAT           |
| 133517 - | 2003 SM304             | 17 de setembre, 2003 | Palomar              | NEAT           |
| 133518 - | 2003 SD306             | 30 de setembre, 2003 | Socorro              | LINEAR         |
| 133519 - | 2003 SK306             | 30 de setembre, 2003 | Socorro              | LINEAR         |
| 133520 - | 2003 SO308             | 29 de setembre, 2003 | Anderson Mesa        | LONEOS         |
| 133521 - | 2003 SF310             | 28 de setembre, 2003 | Socorro              | LINEAR         |
| 133522 - | 2003 SA311             | 29 de setembre, 2003 | Socorro              | LINEAR         |
| 133523 - | 2003 SB311             | 29 de setembre, 2003 | Socorro              | LINEAR         |
| 133524 - | 2003 SN311             | 29 de setembre, 2003 | Socorro              | LINEAR         |
| 133525 - | 2003 SZ314             | 16 de setembre, 2003 | Socorro              | LINEAR         |
| 133526 - | 2003 SE315             | 25 de setembre, 2003 | Palomar              | NEAT           |
| 133527 - | 2003 TZ                | 5 d'octubre, 2003    | Wrightwood           | J. W. Young    |
| 133528 - | 2003 TC2               | 4 d'octubre, 2003    | Junk Bond            | D. Healy       |
| 133529 - | 2003 TR2               | 3 d'octubre, 2003    | Haleakala            | NEAT           |
| 133530 - | 2003 TF5               | 2 d'octubre, 2003    | Kitt Peak            | Spacewatch     |
| 133531 - | 2003 TJ5               | 2 d'octubre, 2003    | Haleakala            | NEAT           |
| 133532 - | 2003 TK6               | 1 d'octubre, 2003    | Anderson Mesa        | LONEOS         |
| 133533 - | 2003 TR8               | 2 d'octubre, 2003    | Haleakala            | NEAT           |
| 133534 - | 2003 TC9               | 4 d'octubre, 2003    | Kitt Peak            | Spacewatch     |
| 133535 - | 2003 TJ9               | 4 d'octubre, 2003    | Kitt Peak            | Spacewatch     |
| 133536 - | 2003 TZ9               | 15 d'octubre, 2003   | Sandlot              | Sandlot        |
| 133537 - | 2003 TL10              | 7 d'octubre, 2003    | Schiaparelli         | L. Buzzi       |
| 133538 - | 2003 TW10              | 15 d'octubre, 2003   | Palomar              | NEAT           |
| 133539 - | 2003 TF11              | 14 d'octubre, 2003   | Anderson Mesa        | LONEOS         |
| 133540 - | 2003 TB12              | 14 d'octubre, 2003   | Anderson Mesa        | LONEOS         |
| 133541 - | 2003 TQ13              | 3 d'octubre, 2003    | Kitt Peak            | Spacewatch     |
| 133542 - | 2003 TS14              | 14 d'octubre, 2003   | Anderson Mesa        | LONEOS         |
| 133543 - | 2003 TY14              | 15 d'octubre, 2003   | Anderson Mesa        | LONEOS         |
| 133544 - | 2003 TD16              | 15 d'octubre, 2003   | Anderson Mesa        | LONEOS         |
| 133545 - | 2003 TB17              | 14 d'octubre, 2003   | Anderson Mesa        | LONEOS         |
| 133546 - | 2003 TR18              | 15 d'octubre, 2003   | Anderson Mesa        | LONEOS         |
| 133547 - | 2003 TW18              | 15 d'octubre, 2003   | Anderson Mesa        | LONEOS         |
| 133548 - | 2003 TN19              | 15 d'octubre, 2003   | Palomar              | NEAT           |
| 133549 - | 2003 TP21              | 1 d'octubre, 2003    | Anderson Mesa        | LONEOS         |
| 133550 - | 2003 TG50              | 3 d'octubre, 2003    | Haleakala            | NEAT           |
| 133551 - | 2003 TU57              | 15 d'octubre, 2003   | Anderson Mesa        | LONEOS         |
| 133552 - | 2003 UJ4               | 16 d'octubre, 2003   | Mulheim-Ruhr         | Mulheim-Ruhr   |
| 133553 - | 2003 UF5               | 16 d'octubre, 2003   | Kitt Peak            | Spacewatch     |
| 133554 - | 2003 UN5               | 18 d'octubre, 2003   | Socorro              | LINEAR         |
| 133555 - | 2003 UO5               | 16 d'octubre, 2003   | Anderson Mesa        | LONEOS         |
| 133556 - | 2003 UP6               | 18 d'octubre, 2003   | Palomar              | NEAT           |
| 133557 - | 2003 UX6               | 18 d'octubre, 2003   | Palomar              | NEAT           |
| 133558 - | 2003 UP7               | 16 d'octubre, 2003   | Kingsnake            | J. V. McClusky |
| 133559 - | 2003 UZ10              | 16 d'octubre, 2003   | Anderson Mesa        | LONEOS         |
| 133560 - | 2003 UW11              | 16 d'octubre, 2003   | Anderson Mesa        | LONEOS         |
| 133561 - | 2003 UK12              | 21 d'octubre, 2003   | Socorro              | LINEAR         |
| 133562 - | 2003 UE23              | 21 d'octubre, 2003   | Kitt Peak            | Spacewatch     |
| 133563 - | 2003 UN23              | 22 d'octubre, 2003   | Kitt Peak            | Spacewatch     |
| 133564 - | 2003 US26              | 25 d'octubre, 2003   | Goodricke-Pigott     | R. A. Tucker   |
| 133565 - | 2003 UE27              | 23 d'octubre, 2003   | Goodricke-Pigott     | R. A. Tucker   |
| 133566 - | 2003 UZ27              | 26 d'octubre, 2003   | Kitt Peak            | Spacewatch     |
| 133567 - | 2003 UZ29              | 21 d'octubre, 2003   | Nashville            | R. Clingan     |
| 133568 - | 2003 UO36              | 16 d'octubre, 2003   | Palomar              | NEAT           |
| 133569 - | 2003 US36              | 16 d'octubre, 2003   | Palomar              | NEAT           |
| 133570 - | 2003 UK37              | 16 d'octubre, 2003   | Črni Vrh             | Črni Vrh       |
| 133571 - | 2003 UQ37              | 17 d'octubre, 2003   | Kitt Peak            | Spacewatch     |
| 133572 - | 2003 UO38              | 17 d'octubre, 2003   | Kitt Peak            | Spacewatch     |
| 133573 - | 2003 UQ39              | 16 d'octubre, 2003   | Kitt Peak            | Spacewatch     |
| 133574 - | 2003 UN48              | 16 d'octubre, 2003   | Anderson Mesa        | LONEOS         |
| 133575 - | 2003 UO48              | 16 d'octubre, 2003   | Anderson Mesa        | LONEOS         |
| 133576 - | 2003 UE49              | 16 d'octubre, 2003   | Anderson Mesa        | LONEOS         |
| 133577 - | 2003 UB50              | 16 d'octubre, 2003   | Haleakala            | NEAT           |
| 133578 - | 2003 UY50              | 18 d'octubre, 2003   | Palomar              | NEAT           |
| 133579 - | 2003 UC53              | 18 d'octubre, 2003   | Palomar              | NEAT           |
| 133580 - | 2003 UA55              | 18 d'octubre, 2003   | Palomar              | NEAT           |
| 133581 - | 2003 UC55              | 18 d'octubre, 2003   | Palomar              | NEAT           |
| 133582 - | 2003 UF60              | 17 d'octubre, 2003   | Anderson Mesa        | LONEOS         |
| 133583 - | 2003 UN60              | 17 d'octubre, 2003   | Anderson Mesa        | LONEOS         |
| 133584 - | 2003 UD63              | 16 d'octubre, 2003   | Palomar              | NEAT           |
| 133585 - | 2003 UM63              | 16 d'octubre, 2003   | Palomar              | NEAT           |
| 133586 - | 2003 UH64              | 16 d'octubre, 2003   | Anderson Mesa        | LONEOS         |
| 133587 - | 2003 UL64              | 16 d'octubre, 2003   | Palomar              | NEAT           |
| 133588 - | 2003 UD65              | 16 d'octubre, 2003   | Palomar              | NEAT           |
| 133589 - | 2003 UQ66              | 16 d'octubre, 2003   | Palomar              | NEAT           |
| 133590 - | 2003 UB69              | 18 d'octubre, 2003   | Kitt Peak            | Spacewatch     |
| 133591 - | 2003 UA71              | 18 d'octubre, 2003   | Kitt Peak            | Spacewatch     |
| 133592 - | 2003 UR73              | 19 d'octubre, 2003   | Kitt Peak            | Spacewatch     |
| 133593 - | 2003 UL77              | 17 d'octubre, 2003   | Kitt Peak            | Spacewatch     |
| 133594 - | 2003 UX79              | 18 d'octubre, 2003   | Goodricke-Pigott     | R. A. Tucker   |
| 133595 - | 2003 US81              | 16 d'octubre, 2003   | Haleakala            | NEAT           |
| 133596 - | 2003 UX86              | 18 d'octubre, 2003   | Palomar              | NEAT           |
| 133597 - | 2003 UN88              | 19 d'octubre, 2003   | Anderson Mesa        | LONEOS         |
| 133598 - | 2003 UQ88              | 19 d'octubre, 2003   | Anderson Mesa        | LONEOS         |
| 133599 - | 2003 UX88              | 19 d'octubre, 2003   | Anderson Mesa        | LONEOS         |
| 133600 - | 2003 UY88              | 19 d'octubre, 2003   | Anderson Mesa        | LONEOS         |